# リュブラガート川
リュブラガート川またはリョブレガート川 （リュブラガートがわ、リョブレガートがわ、カタルーニャ語: Llobregat, IPA：[ʎuβɾəˈɣat]）は、スペイン・カタルーニャ州を流れる河川。バルセロナ県北部のカスタリャー・ダ・ヌックに源を発し、アル・プラ・ダ・リュブラガートにて地中海へ注ぐ。

## 語源
語源には2つの説がある。
- ラテン語で赤を意味するrubricatuに由来するとされる[1]。これには『すべりやすい』という意味のlubricusが混合したとみなされている[2]。
- カスティーリャ語の引用では薄暗いという意味で同様に用いられる（カタルーニャ語では llòbrec, Fosc）。おそらくこれは川底に朝から午後までのわずかな時間しか日の光が届かない、北から南への流れの過程を表している。

## 地理
流域はカタルーニャ州内で完結しており、地中海沿岸山脈沿いでは農業用水や工業用水として使われる。河口付近は湿地帯で、川の名を冠したルスピタレート・ダ・リュブラガートやサン・ボイ・ダ・リュブラガートといった農村があった（現在は都市化している）。支流のカルダネー川やアノイア川流域は、有名なワイン生産地である。19世紀から20世紀にかけ、リュブラガート川流域にはその水力や水を求めて多くの工場が立ち並んでいた。バルセロナ県の都市部に飲料水を供給する河川であるが、同時に都市部の汚水が流れ込むことから、川水のトリハロメタン汚染が問題となっている。 